# Spirit of Eden
Spirit of Eden (en español: Espíritu del Edén) es el cuarto álbum de estudio de la banda británica Talk Talk. Fue publicado el 12 de septiembre de 1988 a través de EMI. Con grabaciones enfocadas en la improvisación musical y realizadas en espacios oscuros, el álbum abandona la accesibilidad comercial de sus materiales previos, siendo considerado un precursor del género post-rock.
El sonido experimental y la negativa por parte de Mark Hollis para promocionar el material, causó conflictos legales entre la banda y su sello discográfico EMI. De manera paralela, el bajista Paul Webb decidió dejar la banda luego de las extensas grabaciones.

## Grabación y disputa contractual
Tras el éxito del anterior lanzamiento del grupo, The Colour of Spring, la banda recibió mucha libertad creativa por parte de su sello, EMI, además de un mayor presupuesto. Sin embargo, la compañía se vio decepcionada cuando Hollis anunció que no se lanzaría ningún sencillo del álbum y que, debido a la complejidad de los arreglos del mismo, la banda no saldría de gira. El sello no pudo escuchar nada del álbum hasta que recibió la mezcla final. El álbum fue grabado en una iglesia abandonada de Suffolk.
Spirit of Eden se editó en 1988, pero debido a su sonido meditativo y atmosférico con influencias de jazz y canciones más largas, comercialmente el álbum no tuvo tanto éxito como sus antecesores, lo cual profundizó las diferencias entre EMI y la banda. El sello editó «I Believe in You» como sencillo sin el permiso del grupo, e intentó extender el contrato del mismo, por lo que la banda demandó al sello, que también los demandó a ellos por incumplimiento de contrato y por realizar música “poco comercial”, aunque el grupo ganó en la corte. Sin embargo, esto colaboró a que desde entonces los sellos agregaran cláusulas en los contratos de los artistas para que realizarán música apta comercialmente.

## Recepción

### Crítica
De manera inicial, Spirit of Eden obtuvo reseñas dispersas por su sonido intransigente y ambiciones artísticas. Una reseña de Mark Cooper para Q lo resume como «el tipo de álbum que anima a los publicistas a suicidarse». Por su parte, Simon Williams del semanario NME destaca la funcionalidad de la banda como «[capaz] de caminar entre lo doloroso y lo patético, entre el intento de comprensión y una despreocupación burlona. [El álbum] es la antítesis misma de un A&R obsesionado con los top 40». En una reevaluación de 2004, John Robinson para The Guardian destaca a Mark Hollis y David Sylvian de la banda Japan por realizar “álbumes triunfales y completamente incapaces de ser promocionados en la cima de su éxito comercial”.
En una lista de 2002, Pitchfork ubicó al álbum en el puesto 34 de su lista de los «Top 100 Albums of the 1980s».

## Lista de canciones
Todas las canciones escritas y compuestas por Mark Hollis y Tim Friese-Greene. 
| N.º   | Título             | Duración |  |
| 1.    | «The Rainbow»      | 9:05     |  |
| 2.    | «Eden»             | 6:37     |  |
| 3.    | «Desire»           | 6:57     |  |
| 4.    | «Inheritance»      | 5:16     |  |
| 5.    | «I Believe in You» | 6:11     |  |
| 6.    | «Wealth»           | 6:35     |  |
| 41:30 |                    |          |  |

## Posicionamiento en listas
| Listas (1988)                 | Mejor posición |
| ----------------------------- | -------------- |
| Alemania (Offizielle Top 100) | 16             |
| Países Bajos (Album Top 100)  | 5              |
| Reino Unido (UK Albums)       | 19             |
| Suiza (Schweizer Hitparade)   | 12             |

| Listas (2019)               | Mejor posición |
| --------------------------- | -------------- |
| Bélgica (Ultratop Flandes)  | 127            |
| Bélgica (Ultratop Wallonia) | 77             |
| Reino Unido (UK Albums)     | 63             |
| Suiza (Schweizer Hitparade) | 78             |

## Certificaciones
| País (Certificador) | Certificación | Ventas certificadas |
| --- | ------------- | ------------------- |
| Reino Unido (BPI) | Plata         | 60 000*             |
| ^cifras de envíos basadas únicamente en la certificación xcifras no especificadas basadas únicamente en la certificación |               |                     |